# 카투토사우루스
카투토사우루스(학명:Catutosaurus gaspariniae)는 어룡목 안공룡과에 속하는 어룡이다. 지금은 멸종한 종으로서 전체적인 몸길이가 4~6m인 거대한 어룡에 속한다.

## 특징
카투토사우루스는 아르헨티나 후기 쥐라기 바카 무에르타 형성의 안구공룡이다. 그것은 C. 가스파리니아 종을 모두 포함하고 있다. 바다에 적응하여 살았던 어룡이였던만큼 다리는 바다에서의 유영에 적합하도록 지느러미의 형태로 진화되었으며 가슴지느러미와 꼬리지느러미가 유난히 큰 어룡이다. 현생의 돌고래처럼 크게 튀어나온 주둥이를 가지고 있으며 길게 튀어나온 주둥이에는 총 15~25개의 톱니 모양을 가진 강력한 이빨을 가지고 있다. 먹이로는 당대에 서식했던 물고기, 갑각류, 두족류를 주로 잡아먹고 살았을 육식성의 포식자로 추정되는 종이다.

## 생존시기와 서식지와 화석의 발견
카투토사우루스가 생존했던 시기는 중생대의 쥐라기 후기로서 지금으로부터 1억 6500만년전~1억 4500만년전에 생존했던 종이다. 생존했던 시기에는 남아메리카를 중심으로 하는 남동부 태평양과 남서부 대서양에서 주로 서식했던 종이다. 화석의 발견은 2021년에 남아메리카의 국가인 아르헨티나에 존재하는 쥐라기에 형성된 지층에서 남아메리카의 고생물학자들에 의하여 처음으로 화석이 발견되어 새롭게 명명된 종이다.

## 같이 보기
- 파충류
- 중생대
- 쥐라기
- 어룡
- 화석